# ديديه أودبين
ديديه أودبين (بالفرنسية: Didier Haudepin)‏
```
(مواليد 
15 أغسطس
 
1951
 في 
باريس
)، هو ممثل طفل سابق 
ومخرج
 ومنتج 
وكاتب سيناريو
 
فرنسي
 بدأ مسيرته الفنية عام 1960.
[
2
]
[
3
]
[
4
]
 شارك في 44 فيلماً ومسلسلاً. اشتهر كممثل طفل في فيلم 
هذه علاقة خاصة
 الذي جسد الرواية التي تحمل نفس الاسم للكاتب 
روجر بيرفيت
.
```

## وصلات خارجية
- ديديه أودبين على موقع IMDb (الإنجليزية)
- ديديه أودبين على موقع ألو سيني (الفرنسية)
- ديديه أودبين على موقع أول موفي (الإنجليزية)
- ديديه أودبين على موقع قاعدة بيانات الأفلام السويدية (السويدية)
- ديديه أودبين على موقع ديسكوغز (الإنجليزية)
- ديديه أودبين على موقع قاعدة بيانات الفيلم (الإنجليزية)
- ديديه أودبين على موقع كينوبويسك (الروسية)